# Dušan Babić
Dušan Babić (ur. 9 kwietnia 1986) – bośniacki lekkoatleta specjalizujący się w biegu na 800 metrów.
Jako junior zdobył złoto mistrzostw krajów Bałkańskich w tej kategorii wiekowej (2005). W 2009 i 2011 bez większych sukcesów startował na uniwersjadzie. Brązowy medalista mistrzostw krajów bałkańskich z 2011. Złoty medalista mistrzostw Bośni i Hercegowiny oraz reprezentant kraju w pucharze Europy i drużynowych mistrzostwach Europy. 
Okazjonalnie startuje w biegach przełajowych oraz biegach rozstawnych. 
Rekord życiowy: 1:48,45 (1 lipca 2010, Velenje).

## Osiągnięcia
| Rok  | Impreza                                 | Miejsce   | Lokata     | Wynik   |
| ---- | --------------------------------------- | --------- | ---------- | ------- |
| 2005 | II liga pucharu Europy                  | Stambuł   | 4. miejsce | 1:52,38 |
| 2005 | Mistrzostwa krajów bałkańskich          | Nowy Sad  | 4. miejsce | 1:52,53 |
| 2005 | Mistrzostwa krajów bałkańskich juniorów | Katerini  | 1. miejsce | 1:51,90 |
| 2009 | III liga drużynowych mistrzostw Europy  | Sarajewo  | 2. miejsce | 1:51,77 |
| 2009 | Uniwersjada                             | Belgrad   | półfinał   | 1:50,65 |
| 2011 | III liga drużynowych mistrzostw Europy  | Reykjavík | 2. miejsce | 1:51,15 |
| 2011 | Mistrzostwa krajów bałkańskich          | Sliwen    | 3. miejsce | 1:49,56 |
| 2011 | Uniwersjada                             | Shenzhen  | eliminacje | 1:52,39 |